# Glavinitsa Peak
Der Glavinitsa Peak (englisch; bulgarisch връх Главиница wrach Glawiniza) ist ein 1500 m hoher und größtenteils vereister Berg an der Fallières-Küste des Grahamlands im Norden der Antarktischen Halbinsel. Er ragt 12,84 km nordöstlich des Bottrill Head und 6,71 km südsüdöstlich des Thomson Head im Zentrum der Rudozem Heights auf. Seine markanten Nordwest- und Südhänge sind teilweise unvereist. Der Bader-Gletscher liegt nördlich und der Bucher-Gletscher südwestlich von ihm.
Britische Wissenschaftler kartierten ihn 1978. Die bulgarische Kommission für Antarktische Geographische Namen benannte ihn 2010 nach der Stadt Glawiniza im Nordosten Bulgariens.